# Технотрилер
Технотрилер — жанр художньої літератури, що досліджує взаємодію людини з реально існуючими технологіями, а насамперед — фатальні помилки у цій взаємодії, що призводять до техногенних катастроф. Це гібридний жанр, в якому використовуються теми наукової фантастики, воєнної повісті, пригодницького роману та специфічні засоби, притаманні трилерам, які повинні викликати у глядачів або читачів тривожне очікування, тривогу, страх.
У порівнянні з іншими жанрами, у технотрилерах велика увага приділяється технічним описам — за рівнем деталізації технології з техно-трилером може зрівнятися лише наукова фантастика. У таких творах широко розкриваються принципи роботи техніки, закономірності функціонування живих організмів, причини виникнення тих чи інших природних явищ. Але на відміну від традиційної фантастики, технотрилер описує події, які відбуватимуться уже завтра, а не через 10, 100 чи 1000 років (при цьому, як правило, базуючись на вже існуючих технологіях). Описана в цих творах техніка має реальні прототипи, або відповідає яким-небудь основним тенденціям в розвитку сучасної науки; в цьому він близький до фантастики близького прицілу.
Один з найвідоміших технотрилерів у світі — «Парк Юрського періоду» Майкла Крайтона. Крайтон вважається батьком цього жанру.

## Технотрилери в українській літературі
В українській літературі в цьому жанрі пише письменник Макс Кідрук. На початку 2012 він завершив роботу над першим українським технотрилером «Бот». Книга вийшла друком 25 вересня 2012 року і стартувала на 16-ій позиції у ТОП-20 мережі книгарень «Є», а після двох тижнів продажів піднялася на 2-е місце.
У вересні 2013 з'явився другий технотрилер Максима Кідрука «Твердиня». Автор презентував його 20-му Форумі видавців у Львові, а потім — у Києві в книгарні «Є». Тур на підтримку книги складався з 28 міст і більше ніж 38 презентацій.
Третім технотрилером Макса Кідрука є роман «Жорстоке небо» (2014).
Всі три твори вийшли друком у видавництві «Книжковий клуб „Клуб сімейного дозвілля“».